# Rhinoraja kujiensis
Rhinoraja kujiensis is een vissoort uit de familie van de Arhynchobatidae. De wetenschappelijke naam van de soort is voor het eerst geldig gepubliceerd in 1916 door Tanaka.